# 杜氏溝顱麗魚
杜氏溝顱麗魚，為輻鰭魚綱鱸形目隆頭魚亞目慈鯛科的其中一種，分布於非洲坦干伊喀湖、Rusisi與Lukuga河流域，體長可達14公分，棲息在沙底質水域，成群活動，以浮游生物為食，生活習性不明，可作為觀賞魚。